# پایگاه نیروی هوایی، دریایی ایواکونی
پایگاه نیروی هوایی، دریایی ایواکونی (به انگلیسی: Marine Corps Air Station Iwakuni) یک فرودگاه نظامی است که یک باند فرود بتن دارد و طول باند آن ۲۴۴۰ متر است. این فرودگاه در شهر ایواکونی، یاماگوچی کشور ژاپن قرار دارد .